# Midnight Raiders
Midnight Raiders est un jeu vidéo de tir au pistolet sorti en 1994 sur Mega-CD. Le jeu a été développé par Digital Pictures et édité par Sega.
Une version 32X fut prévue mais n'est jamais sortie.

## Système de jeu
Le joueur incarne un militaire américain en vue à la première personne.